# Sara Marconi

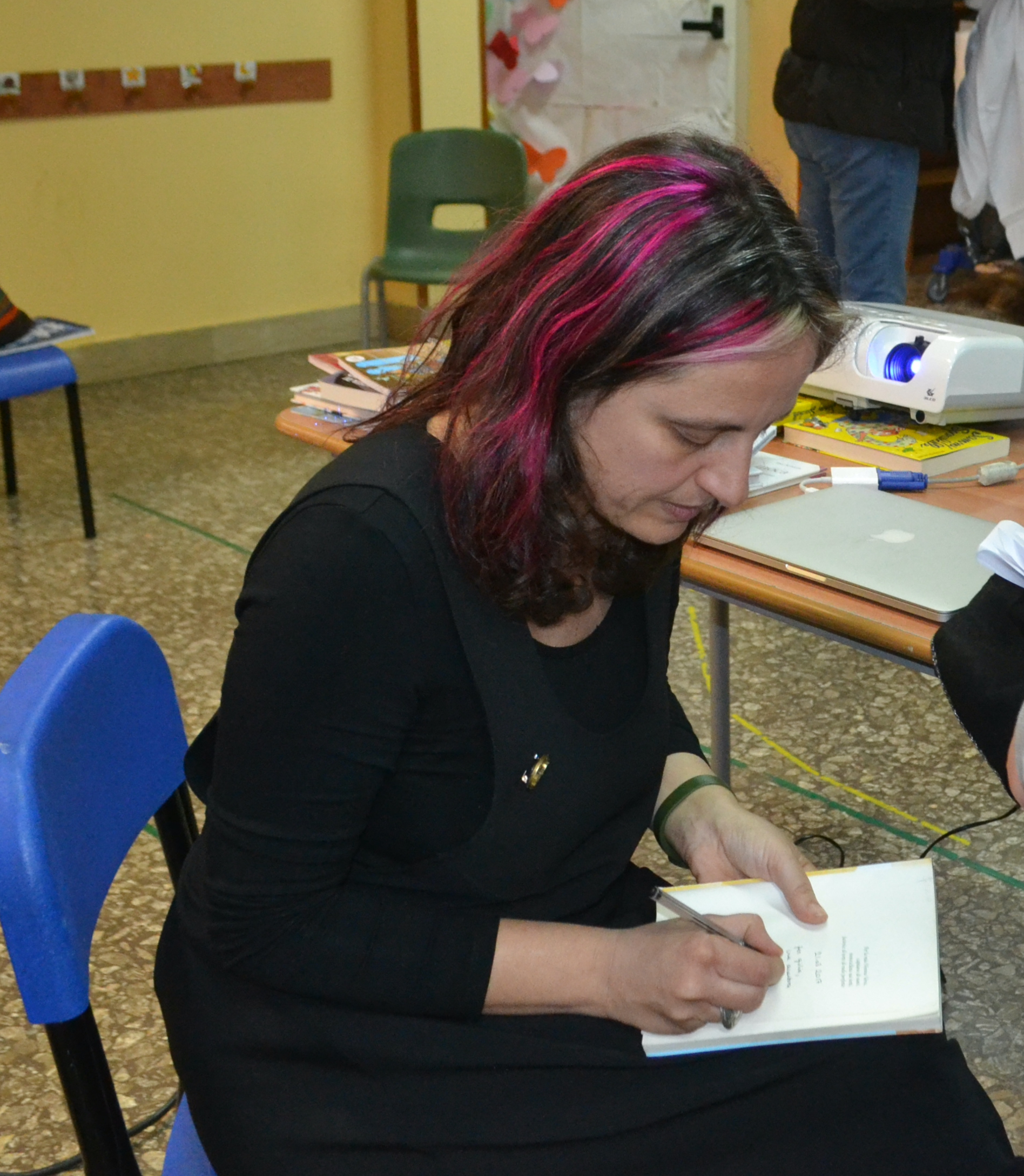
Sara Marconi

Sara Marconi (Torino, 1972) è una scrittrice italiana autrice di romanzi per ragazzi.

## Biografia
Nata a Torino, si è laureata a Bologna in Storia della Lingua Italiana e ha lavorato a lungo per la pubblicità. 
Oggi affianca all'attività di scrittrice quella di traduttrice, editor e formatrice. Ha fondato e dirige "Il Mignolo", il supplemento de L'Indice dei libri del mese dedicato alla letteratura per ragazzi.

## Opere

### Romanzi e racconti
Ha pubblicato i suoi primi libri con Feltrinelli, poi ha iniziato a collaborare con EGA, Lapis, Salani, Giunti e molte altre case editrici. Diversi dei suoi libri sono tradotti all'estero.
- Olimpia e le principesse, Feltrinelli, 2000, ISBN 9788807920196
- Olimpia sulle isole, Feltrinelli, 2003, ISBN 9788807920653
- Qualche piano di troppo, Feltrinelli, 2005, ISBN 9788807920936
- Prima un bianco, poi un rosso. Ovvero: la storia di Gustavo Incantatore di serpenti., Nord-Sud, 2008, ISBN 8882038688
- Le tre case, Giunti 2018
- A lezione di qui e ora, Terranuova 2019
- Il vestito di Lia, Edizioni Corsare 2020
- Ma dove vanno a dormire di notte le farfalle?, Caissa 2022
- Il viaggio di Madì, Lapis 2022
- La bambina della Magna Grecia, Mondadori 2022
- L’isola dei corvi, Pelledoca 2023
- Caccia al tesoro con fantasma, Coccole Books 2024

### Collaborazioni
Dal 2016 ha iniziato a scrivere a quattro mani con Simone Frasca. Al momento sono uscite due serie, una per Giunti (I Mitici Sei) e una per Raffaello (Agenzia Enigmi).
MITICI SEI
- I Mitici Sei - L'isola di Circe, Giunti 2016
- I Mitici Sei - Il segreto delle sirene, Giunti 2016
- I Mitici Sei - Il viaggio di Argo, Giunti 2016
- I Mitici Sei - M come Mandragora?, Giunti 2016
- I Mitici Sei - Il mistero di Licaone, Giunti 2017
- I Mitici Sei - L'ira del Collezionista, Giunti 2017
- Mostri leggendari e creature mitologiche. I mitici sei, Giunti 2019

AGENZIA ENIGMI
- Agenzia Enigmi - L'abissale città di Atlantide, Raffaello 2019
- Agenzia Enigmi - L'ingannevole Piramide di Cheope, Raffaello 2019
- Agenzia Enigmi - La sorprendente Isola di Pasqua, Raffaello 2020
- Agenzia Enigmi - L'introvabile regno di Eldorado, Raffaello 2020

Dal 2023 ha iniziato a scrivere a quattro mani con Beniamino Sidoti. Al momento sono usciti i primi tre volumi di una serie per l'editore Giunti.
- La folle famiglia F. - Missione drone, Giunti 2023
- La folle famiglia F. - Osso di dinosauro, Giunti 2023
- La folle famiglia F. - Caccia agli ufo, Giunti 2024

### Riscritture
Ha riletto alcuni grandi classici della letteratura, raccontandoli per l'editore Lapis:
- Astolfo, cavaliere curioso, Lapis 2014
- Angelica, principessa combina-guai, Lapis 2014
- Bradamante, guerriera senza macchia, Lapis 2015
- Orlando, paladino come nessun altro, Lapis 2015
- Perceval, il ragazzo che voleva essere cavaliere, Lapis 2016
- Galvano, cavaliere cortese, Lapis 2016
- Canto di Natale e altri racconti, Lapis 2018
- La regina delle nevi, Lapis 2019
- I vestiti nuovi dell'imperatore, Lapis 2019
- Favole di animali. Esopo e Fedro, Lapis 2020
- Storie di cavalieri e principesse, Lapis 2020
- Merlino, Artù e i Cavalieri della Tavola Rotonda, Lapis 2021
- II promessi sposi, Lapis 2023

### Divulgazione e saggi
- I bambini alla scoperta di Prato e dei suoi dintorni, scritto con Francesco Mele, Lapis, 2006, ISBN 9788878740396
- Il cioccolato. Diario di un lungo viaggio, scritto con Francesco Mele, Slow Food Editore, 2008, ISBN 9788884991720
- Sobrietà Felice - Otto incontri e una rivoluzione possibile., scritto con Francesco Mele, ed.la Meridiana, 2011, ISBN 9788861531680
- Con gusto. Educare alla felicità attraverso il cibo., scritto con Francesco Mele, prefazione di Carlo Petrini, ed.la Meridiana, 2012
- Storia d'Italia per bambini, Emse 2022